# Montroy (Spagna)
Montroy è un comune spagnolo di 1 628 abitanti situato nella comunità autonoma Valenciana.